# Hekinan
Hekinan (碧南市, Hekinan-shi) est une ville située dans la préfecture d'Aichi, sur l'île de Honshū, au Japon.

## Géographie

### Situation
Hekinan est située dans le sud de la préfecture d'Aichi.

### Municipalités limitrophes
| Takahama       | Anjō           | Anjō   |
| Handa          | Hekinan        | Nishio |
| baie de Mikawa | baie de Mikawa | Nishio |

### Hydrographie
Hekinan est située à l'embouchure du fleuve Yahagi qui se jette dans la baie de Mikawa.

### Démographie
En décembre 2019, la population de la ville de Hekinan était de 73 232 habitants répartis sur une superficie de 36,68 km2. En décembre 2024, la population était estimée à 72 216 habitants.

## Histoire
La ville moderne de Hekinan a été créée le 5 avril 1948, de la fusion des anciens bourgs d'Ohama, Shinkawa et Tanao, et de l'ancien village d'Asahi.

## Transports
Hekinan est desservie par la ligne Mikawa de la compagnie Meitetsu.

## Jumelage
- Edmonds (États-Unis)
- Pula (Croatie)

## Personnalité liée à la ville
- Hideaki Ōmura (né en 1960), homme politique